# Центроплан

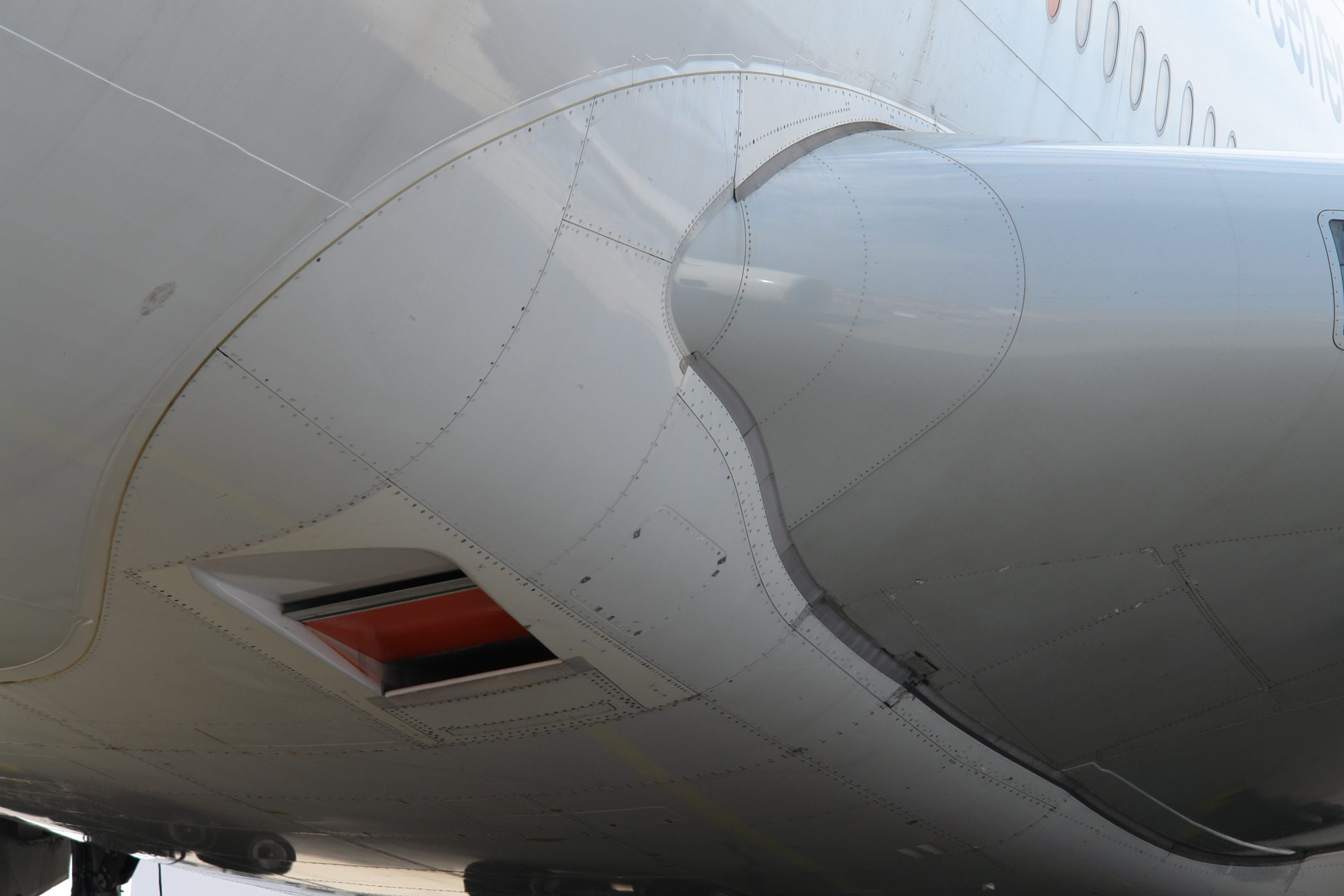
Центроплан Airbus A380

Центроплан (ЦП, от центр и лат. planum — плоскость) — центральная часть крыла (или оперения) самолёта, соединяющая правую и левую полуплоскости крыла (оперения). Термин возник на заре авиации, когда крыло самолёта представляло собой самостоятельную законченную конструкцию. Центроплан часто составляет одно целое с фюзеляжем, может закрепляться над фюзеляжем на стойках и расчалках (как, например, на биплане Ан-2), крепиться к верху фюзеляжа (монопланы Ан-10, Ан-24), проходить через среднюю (МиГ-15, Ту-95) или нижнюю часть фюзеляжа (Ту-154), представлять собой силовую конструкцию внутри фюзеляжа (бак-отсек отрицательных перегрузок Ту-22М3), или просто конструктивно отсутствовать в принципе (Як-42 — его крыло неразъёмно) — тогда центропланом по традиции называют среднюю часть фюзеляжа между плоскостями крыла.
Так как к центроплану крепятся отъёмные части крыла, а на низкопланах и среднепланах на центроплане зачастую находятся узлы навески шасси, то ЦП является самым ответственным элементом конструкции самолёта, воспринимающим все основные нагрузки. При компоновке самолёта в центроплане применяют зализы и наплывы для уменьшения вихрей, создаваемых потоком воздуха, который проходит между крылом и фюзеляжем. В истории авиации бывали случаи разрушения в полёте киля (на B-52), отделения двигателя и других элементов конструкции, завершавшиеся благополучной посадкой, но разрушение центроплана всегда приводит к аварии — например, из-за усталостного разрушения центроплана произошли катастрофы Ан-10 под Ворошиловградом (ныне Луганск) и Харьковом, после чего Ан-10 были сняты с эксплуатации.
Центропланы имеют стыковые узлы для крепления отъёмных частей крыльев. Через разъём в центроплане проводятся различные электрические, гидравлические, пневматические магистрали для управления механизацией, двигателями и др. Топливные трубопроводы, соединяющие резервуары внутри фюзеляжа с двигателями, также проходят через разъём в центроплане.